# Ковпин Ставок
Ковпин Ставо́к (Ковпин)— село в Україні, у Бродівській міській громаді Золочівського району Львівської області.
В минулому присілок села Пониковиця Мала.

## Історія
Колишній присілок Пониковиці.
Історик Садок Баронч у монографії «Wiadomosc o Ponikowicy malej» пише: 
«В лісі пониковицькім є присілок Ковпин. В тому присілку знаходиться чотирикутник, який займає площу біля 30 моргів, оточений насипаними валами, які люди градами називають. Повідають, що тут було місто Котокін, яке князь володимирський Роман, покликаний галичанами проти князя Володимира, старшого сина Ярослава Осмомисла, коло 1190 року дощенту знищив і вирубав усіх його мешканців»
12 червня 2020 року, відповідно до розпорядження Кабінету Міністрів України № 718-р «Про визначення адміністративних центрів та затвердження територій територіальних громад Львівської області», село увійшло до складу Бродівської міської громади.
19 липня 2020 року, в результаті адміністративно-територіальної реформи та ліквідації Бродівського району, село увійшло до складу новоствореного Золочівського району.

## Відомі люди
- Керста Розалія Йосипівна - український мовознавець.